# Bistum Morogoro
Das Bistum Morogoro (lat.: Dioecesis Morogoroensis) ist eine in Tansania gelegene römisch-katholische Diözese mit Sitz in Morogoro.

## Geschichte
Das Bistum Morogoro wurde am 11. Mai 1906 durch Papst Pius X. aus Gebietsabtretungen des Apostolischen Vikariates Nordsansibar als Apostolisches Vikariat Zentralsansibar errichtet. Am 21. Dezember 1906 wurde das Apostolische Vikariat Zentralsansibar in Apostolisches Vikariat Bagamoyo umbenannt. Das Apostolische Vikariat Bagamoyo gab am 13. September 1910 Teile seines Territoriums zur Gründung des Apostolischen Vikariates Kilimandscharo ab. Eine weitere Gebietsabtretung erfolgte am 28. Januar 1935 zur Gründung der Apostolischen Präfektur Dodoma.
Am 25. März 1953 wurde das Apostolische Vikariat Bagamoyo durch Papst Pius XII. mit der Apostolischen Konstitution Quemadmodum ad Nos zum Bistum erhoben und in Bistum Morogoro umbenannt. Es wurde dem Erzbistum Daressalam als Suffraganbistum unterstellt. Das Bistum Morogoro gab am 7. März 2025 Teile seines Territoriums zur Gründung des Bistums Bagamoyo ab.

## Ordinarien

### Apostolische Vikare von Bagamoyo
- François-Xavier Vogt CSSp, 1906–1922, dann Apostolischer Administrator von Kamerun
- Bartholomew Stanley Wilson CSSp, 1924–1933, dann Apostolischer Vikar von Sierra Leone
- Bernhard Gerhard Hilhorst CSSp, 1934–1953

### Bischöfe von Morogoro
- Bernhard Gerhard Hilhorst CSSp, 1953
- Herman Jan van Elswijk CSSp, 1954–1966
- Adriani Mkoba, 1966–1992
- Telesphore Mkude, 1993–2020
- Lazarus Vitalis Msimbe SDS, seit 2021